# Gdańskie Zakłady Nawozów Fosforowych „Fosfory”
Gdańskie Zakłady Nawozów Fosforowych „Fosfory” Sp. z o.o. – polska firma chemiczna z siedzibą w Gdańsku, zajmująca się produkcją nawozów sztucznych i związków azotowych. Od 2011 r. wchodzi w skład Grupy Azoty Zakłady Azotowe „Puławy” SA Wcześniej właścicielem była grupa kapitałowa Ciech SA.
Podstawowym przedmiotem działalności Gdańskich Zakładów Nawozów Fosforowych „Fosfory” jest produkcja nawozów sztucznych oraz mieszanek na bazie nawozów fosforowych. Ponadto firma zajmuje się wytwarzaniem podstawowych chemikaliów organicznych i nieorganicznych oraz świadczeniem usług przeładunkowo-składowych.
GZNF „Fosfory” prowadzą prace przeładunkowe na trzech nabrzeżach. Firma dysponuje własną siecią dystrybucyjną, złożoną ze spółek wchodzących w skład grupy kapitałowej GZNF „Fosfory” (Agrochem z siedzibą w Dobrym Mieście i Agrochem z siedzibą w Człuchowie).

## Akcjonariusze spółki
Grupa Azoty Zakłady Azotowe „Puławy” SA są w posiadaniu 98,43 proc. kapitału zakładowego GZNF „Fosfory”.

## Historia

### Pierwsza połowa XX wieku
Niemiecki koncern Milcha w 1912 r. wybudował w Gdańsku (w zaborze pruskim), pierwsze instalacje produkcyjne kwasu siarkowego i nawozów fosforowych. Zainicjowano wytwarzanie m.in. kwasu siarkowego metodą nitrozową, kwasu solnego czy tzw. mieszanek superfosfatowych.
Podczas działań w czasie II wojny światowej doszło do zniszczenia zakładu. Został odbudowany w pierwotnym kształcie w 1947 r.

### Okres Polski Ludowej i PRL
W drugiej połowie lat 60. XX wieku rozpoczęto tu realizację dużej inwestycji, która przekształciła zakłady w nowoczesną fabrykę nawozów fosforowych. Działania podjęte przez władze wiązały się z tzw. programem chemizacji krajowego rolnictwa. W oparciu o amerykańską licencję rozpoczęto produkcję superfosfatu potrójnego granulowanego (zawartość fosforu jest niemal 3-krotnie wyższa niż w superfosfatach prostych).
W połowie lat 70., Gdańskie Zakłady Nawozów Fosforowych „Fosfory” osiągnęły projektowaną zdolność produkcyjną, dostarczając na rynek ok. 300 tys. ton produktów chemicznych.

### Okres III Rzeczypospolitej
W 1992 r. GZNF „Fosfory” zostały przekształcone w spółkę z ograniczoną odpowiedzialnością. Właścicielem 100% udziałów został Skarb Państwa. W 1995 r. w wyniku prywatyzacji kapitałowej, udziały nabył Ciech SA – 66% oraz Rolimpex SA – 9%.
W związku z nową sytuacją rynkową Gdańskie Zakłady Nawozów Fosforowych „Fosfory” systematycznie rozszerzały asortyment nawozów: Agrafoska, Amofoska, Amofosmag oraz Superfosfat (wzbogacone o siarkę, wapń oraz inne mikroelementy).
W latach 1996–1997:
- uruchomiono linię do produkcji nawozów wieloskładnikowych NPK,
- rozbudowano magazyny dla towarów płynnych,
- zmodernizowano pakownię nawozów wraz z systemem załadunku na samochody i wagony,
- wybudowano instalację do podgrzewania i rozładunku cystern z ładunkami chemicznymi,
- zwiększono pojemność zbiorników baz eksportu nawozów płynnych, a także pojemności magazynów kwasu siarkowego,
- zmodernizowano nabrzeża portowe[8].

W 2003 r. uruchomiono alkaliczną absorpcję kwaśnych związków siarki, co pozwoliło zakwalifikować instalację produkcji kwasu siarkowego jako całkowicie spełniającą wymogi B.A.T.
W 2011 r. Grupa Azoty Zakłady Azotowe „Puławy” nabyły 89,46% udziałów w Gdańskich Zakładach Nawozów Fosforowych „Fosfory” Sp. z o.o. Sprzedaż udziałów spółki była konsekwencją realizacji Planu Restrukturyzacji grupy kapitałowej Ciech SA, której celem było skupienie się na biznesie sodowym i organicznym. Ciech SA sprzedał Grupie Azoty Zakładom Azotowym „Puławy” 51 855 udziałów GZNF „Fosfory” za kwotę 107 mln zł. Dodatkowo Grupa Azoty Zakłady Azotowe „Puławy” zobowiązały się do spłaty pożyczek, udzielonych przez Ciech SA spółkom GZNF „Fosfory” w wysokości 120,6 mln zł. Obecnie Grupa Azoty Zakłady Azotowe „Puławy” SA są w posiadaniu 98,43 proc. kapitału zakładowego GZNF „Fosfory”.
W 2012 r. gdańskie zakłady celebrowały jubileusz 100-lecia swojego istnienia.

## Władze
- Zenon Pokojski – przewodniczący Rady Nadzorczej
- Mirosław Turzyński – prezes Zarządu

## Produkcja
Oferta produktowa (2014):
- superfosfat,
- nawozy NPK: Amofoska, Agrafoska, Amofosmag,
- mączka fosforytowa
- kwas siarkowy,
- kwas siarkowy akumulatorowy,
- wodorosiarczyn sodu.

## Usługi przeładunkowe
Od 1976 r. GZNF „Fosfory” prowadzą działalność usługowo-spedycyjną w zakresie przeładunku towarów masowych, przewożonych drogą morską. W 2010 r. przeprowadzono skomplikowaną operację przeładunkową przy Nabrzeżu Przemysłowym portu morskiego w Gdańsku, do którego zostały przywiezione ogromne stalowe zbiorniki dla GZNF „Fosfory”, ważące po 160, 160 i 60 ton.

## Nagrody i wyróżnienia[16]
2001 – 1. miejsce w drugiej edycji konkursu „Polskie Nawozy”, przyznane podczas Polagra-Farm w Poznaniu.
- 2003 – Nagroda „AS Nawozów”.
- 2004 – Nawóz Amofoska wyróżniony „Polskim Orłem Nawozów”; natomiast GZNF „Fosfory”, przyznano tytuł „Orła Polskiego Przemysłu Nawozowego”.
- 2004 – Nagroda dziennika „Puls Biznesu”, potwierdzająca przynależność GZNF „Fosfory” do elitarnego grona „Gazel Polskiego Biznesu”.
- 2005 – Dziennik „Puls Biznesu” ponownie potwierdza przynależność GZNF „Fosfory” do grona „Gazel Biznesu”.
- 2006 – GZNF „Fosfory” zdobyły nagrodę wicemarszałka Sejmu RP, Jarosława Kalinowskiego w V edycji konkursu „Polskie Nawozy”.
- 2007 – „Zielony Sztandar” przyznał GZNF „Fosfory” „Złoty Laur” w VI edycji konkursu „Polskie Nawozy”.
- 2008 – Nagroda przyznana przez dr Czesława Siekierskiego, posła do Parlamentu Europejskiego, za „szczególne osiągnięcia w eksporcie nawozów mineralnych”.
- 2008 – Nagroda Ministra Rolnictwa i Rozwoju Wsi – Marka Sawickiego, przyznana GZNF „Fosfory”.
- 2008 – Nagroda przyznana przez dziennik „Puls Biznesu” – przynależność GZNF „Fosfory” do grona „Gazel Biznesu”.
- 2011 – Podczas trwania kolejnych targów AgroTech w Kielcach GZNF „Fosfory”, otrzymały nagrodę w kategorii „Przedsiębiorczość”.
- 2012 – Nagroda w kategorii „Ekologia”, przyznana przez dr Czesława Siekierskiego, posła do Parlamentu Europejskiego.